# Пантус Денис Володимирович
Денис Володимирович Пантус — солдат Збройних Сил України, учасник російсько-української війни, що загинув у ході російського вторгнення в Україну в 2022 році.

## Життєпис
Денис Пантус народився 7 серпня 1990 року в селищі Черняхів (з 2020 року — Черняхівської селищної громади) Житомирського району Житомирської області. Після закінчення Черняхівської гімназії навчався в Центрі професійно-технічної освіти м. Житомира. Здобув фах електромонтера з ремонту і обслуговування електроустаткування, став водієм автотранспортних засобів. 
У 2008 році працював слюсарем внутрішньо-будівельної служби Черняхівського управління експлуатації газового господарства. 
2009—2010 роках проходив строкову військову службу в лавах ЗСУ. 
У квітні 2013 року повернувся на військову службу в складі 95-тої окремої десантно-штурмової бригади, підписав контракт. Брав участь у війні на сході України. 30 липня 2014 року під час виконання бойового завдання під Донецьком був поранений, лікувався. У 2015 році був нагороджений медаллю «Захиснику Вітчизни» та Почесною медаллю «За поранення в бою». Наприкінці 2017 року був звільнений в запас, але 2021 року знову відновив військову службу за контрактом. 
З початком повномасштабного російського вторгнення в Україну перебував на передовій. Загинув 22 березня 2022 року в м. Костянтинівка Донецької області разом із земляком Максимом Чепелем. Обидва солдати отримали важкі поранення внаслідок влучання ворожої ракети. 
Чин прощання із загиблими проходив 30 березня 2022 року в Черняхівській громаді. 
За особисту мужність і самовіддані дії, виявлені у захисті державного суверенітету та територіальної цілісності України, вірність військовій присязі Указом Президента України від 7 травня 2022 року вони нагороджені орденом «За мужність» III ступеня (посмертно).

## Родина
У загиблого залишилася дружина Анастасія (одружилися в 2012 році) та дві доньки Марія та Дарія.

## Нагороди
- Орден «За мужність» III ступеня (2022, посмертно) — за особисту мужність і самовіддані дії, виявлені у захисті державного суверенітету та територіальної цілісності України, вірність військовій присязі[4].
- медаль «Захиснику Вітчизни» (2015).
- Почесна медаль «За поранення в бою» (2015).